# Жебельов Сергій Олександрович
Жебельов Сергій Олександрович (рос. Жебелёв Сергей Александрович, 1867, Санкт-Петербург — 1941, Ленінград) — російський та радянський історик спеціаліст в галузі античної історії, археології та епіграфіки, академік АН СРСР (від 1927).

## Біографія
Після закінчення історично-філологічного факультету Петербурзького університету (1890) працював там само приват-доцентом (1899—1904), професором (1899—1927), у 1919 ректором. Від 1891 року працював у Музеї старожитностей при університеті, у 1899—1903 роках — хранитель музею. Як член Російського археологічного товариства неодноразово представляв російську науку про античність на міжнародних археологічних конгресах. У перші пожовтневі роки брав активну участь у перебудові роботи старих наукових закладів. 1920 року — голова Ради Державного Ермітажу. У 1920—21 роках — заступник завідувача Комітету з охорони пам'яток мистецтва та старовини. Також викладав у Петербузькому філологічному університеті (1910—1920) та Ленінградському інституті історії, філософії і літератури (1932—1936). У 1928 році відвідав по лінії наукового відрядження Берлін і Париж. Один з організаторів (1919) Державної Академії історії матеріальної культури і заступник голові цієї Академії (1923-28), згодом завідувач Сектором античного Причорномор'я. У 1941 році залишився у блокадному Ленінграді, очоливши до останніх днів свого життя усі наукові заклади АН СРСР.

## Учні
- Стратановський Георгій Андрійович

## Основні праці
Автор близько 300 наукових праць у галузі історії, археології, історії стародавнього мистецтва, класичної філології, епіграфістики. Вивчав історію Стародавньої Греції елліністичного і римського періодів, історію раннього християнства. Одним із перших почав систематично і всебічно досліджувати Північне Причорномор'я античної доби. Перекладав твори античних авторів (Арістотель, Платон).
- Из истории Афин. 229-31 годы до Р.Хр. (СПб., 1898) — монографії
- АХАІКА. В области древностей провинции Ахайи (СПб., 1903)
- Демосфен (М., 1922)
- Посібник Древняя Греция (Птг., 1920—1922. Ч. 1-2)
- Древний Рим (Птг., 1922—1923. Ч. 1-2)
- Введение в археологию (Птг., 1923. Ч. 1-2)
- Северное Причерноморье (М.;Л., 1953) — збірник низки статей з історії і культури півдня України в античну епоху.